# Liste der Biografien/Micu
Liste der Biografien |
Portal Biografien |
Personensuche
# |
A |
B |
C |
D |
E |
F |
G |
H |
I |
J |
K |
L |
M |
N |
O |
P |
Q |
R |
S |
T |
U |
V |
W |
X |
Y |
Z |
?
 
Ma |
Mb |
Mc |
Md |
Me |
Mf |
Mg |
Mh |
Mi |
Mj |
Mk |
Ml |
Mm |
Mn |
Mo |
Mp |
Mq |
Mr |
Ms |
Mt |
Mu |
Mv |
Mw |
Mx |
My |
Mz
 
Mia |
Mib |
Mic |
Mid |
Mie |
Mif |
Mig |
Mih–Mik |
Mil |
Mim |
Min |
Mio |
Mip |
Miq |
Mir |
Mis |
Mit |
Miu |
Miv |
Miw |
Mix |
Miy |
Miz
 
Mica |
Micc |
Mice |
Micf |
Mich |
Mici |
Mick |
Micl |
Mico |
Micr |
Micu |
Micy
Die Liste der Biografien führt alle Personen auf, die in der deutschsprachigen Wikipedia einen Artikel haben. Dieses ist eine Teilliste mit 16 Einträgen von Personen, deren Namen mit den Buchstaben „Micu“ beginnt.

## Micu
- Micu, Mihăiță (* 1999), rumänischer Hammerwerfer
- Micu, Niculae (1933–2010), rumänischer Diplomat
- Micu, Samuil (1745–1806), rumänischer Philosoph, Theologe, Historiker, Romanist, Grammatiker, Lexikograf und Übersetzer
- Micu-Klein, Inocențiu (1692–1768), Bischof von Făgăraș

### Micuc
- Micucci, Kate (* 1980), US-amerikanische Schauspielerin, Synchronsprecherin, Komikerin und Singer-SongwriterinKate Micucci (* 1980)

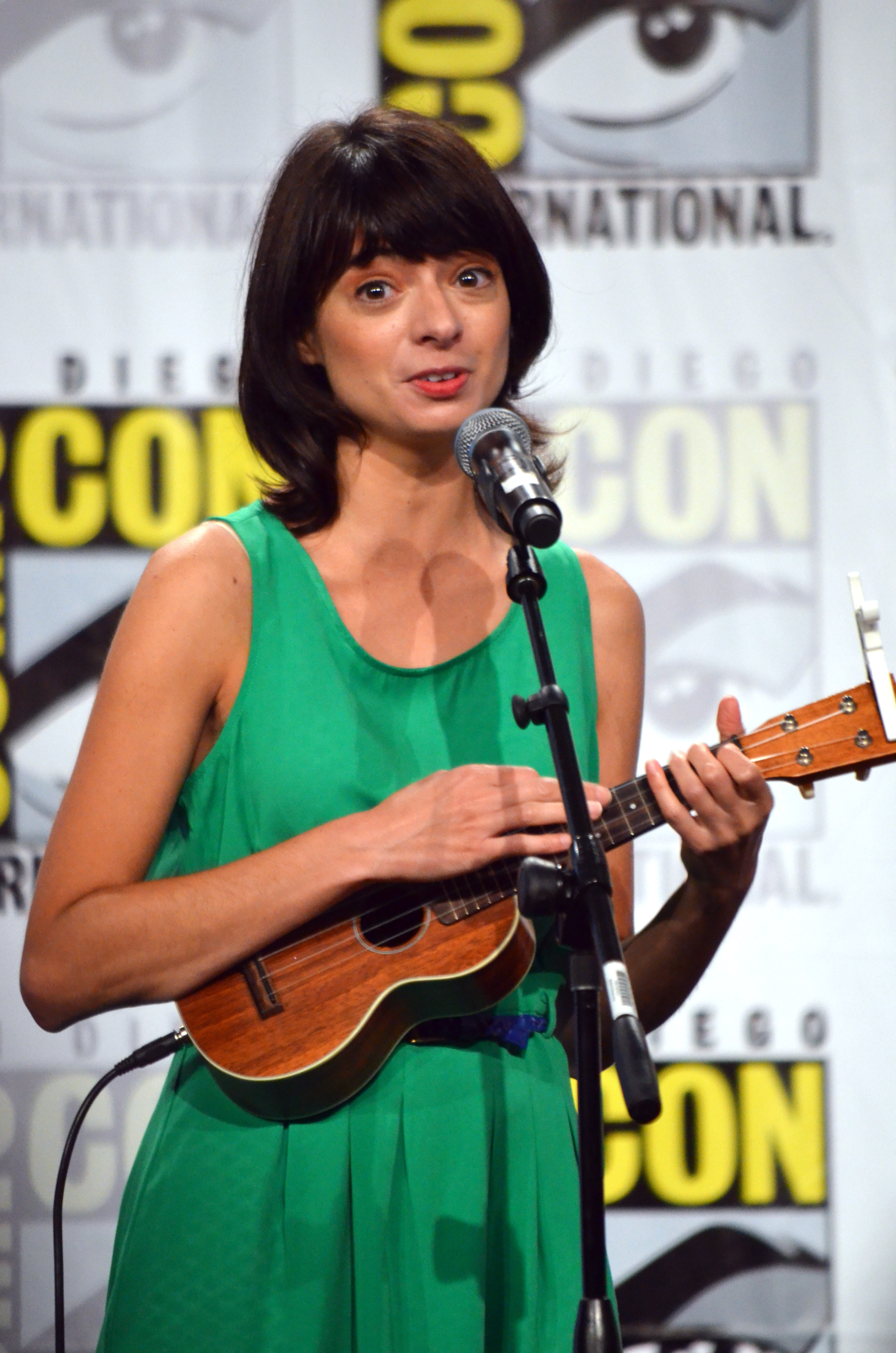
Kate Micucci (* 1980)

### Micul
- Miculek, Jerry, US-amerikanischer Revolverschütze
- Miculescu, Angelo (1929–1999), rumänischer Politiker (PCR), Agrarwissenschaftler, Diplomat
- Miculescu, Ninel (* 1985), rumänischer Gewichtheber
- Miculescu, Simona (* 1959), rumänische Diplomatin
- Miculyčová, Iveta (* 2005), tschechische BMX-Fahrerin

### Micun
- Mićunović, Dragoljub (* 1930), jugoslawischer bzw. serbischer Philosoph und Politiker

### Micur
- Micurá de Rü (1789–1847), ladinischer Sprachwissenschaftler
- Micura, Ronald (* 1970), österreichischer Chemiker

### Micus
- Micus, Eduard (1925–2000), deutscher Maler
- Micus, Stephan (* 1953), deutscher Multiinstrumentalist und Komponist
- Micus-Loos, Christiane (* 1971), deutsche Pädagogin, Hochschullehrerin